# Europäischer Tango

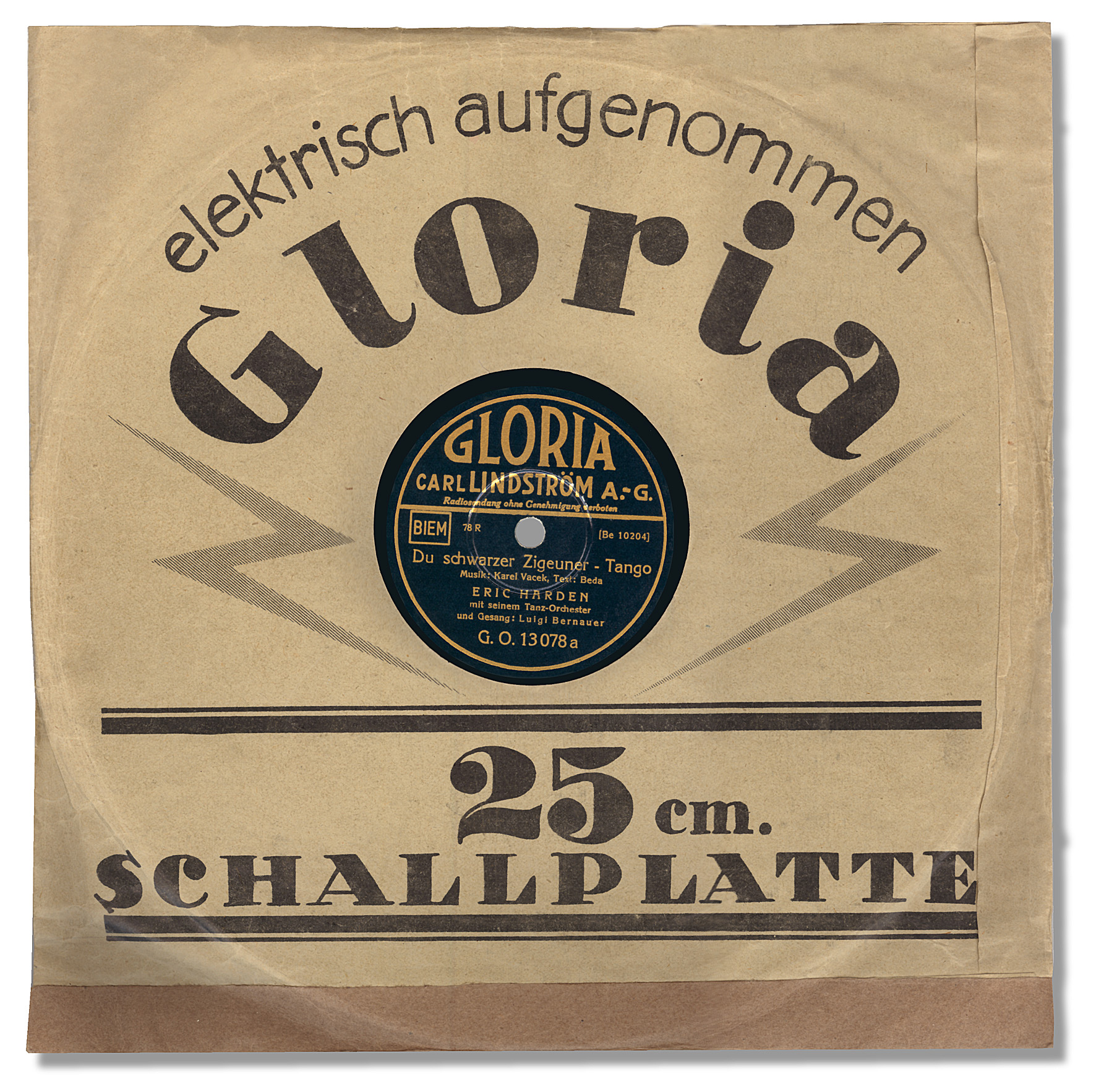
Schallplatte mit dem Tango "Du schwarzer Zigeuner" von Karel Vacek und Fritz Löhner-Beda von 1931

Der Europäische Tango ist eine Variante der in Argentinien entstandenen Musikrichtung Tango.

## Geschichte
In den Ländern Europas entwickelte sich der Tango nach dem Ersten Weltkrieg aus dem argentinischen Tango. Operettenkomponisten wie Eduard Künneke nahmen ihn als neues, exotisches Element in ihre Produktionen auf. Vor allem bei der Entwicklung der Schlagers, der Tanzmusik und der Unterhaltungsmusik hatte der Tango – parallel zum Jazz – eine große Bedeutung in den 1920er und 1930er Jahren. Die meisten Tango-Musiker gab es in Berlin, dort war auch das Zentrum der Plattenproduktion.
Viele Tangomusiker und -komponisten kamen aus Osteuropa, wie Sam Baskini, Dajos Béla, Julian Fuhs, Barnabás von Géczy, Paul Godwin, Michael Jary, Leo Monosson, Pola Negri und Marek Weber. Dadurch kamen bei den Stücken auch Einflüsse aus osteuropäischer Musik, Zigeunermusik und Klezmermusik hinzu. Reine Tango-Komponisten gab es kaum in Europa, allerdings wurde der Tangostil damals von vielen Komponisten der Unterhaltungsmusik verwendet.
Der Tango fand auch in einige Operetten dieser Zeit Eingang, insbesondere bei Ludwig Schmidseder, der neben Operetten auch zahlreiche Tango-Kompositionen schuf. Einige in Deutschland erfolgreiche Tangokompositionen kamen aus den Nachbarländern: 1925 Jalousie von Jacob Gade aus Dänemark, 1928 Oh, Donna Clara von Jerzy Petersburski aus Polen, 1931 Du schwarzer Zigeuner von Karel Vacek aus Tschechien und 1939 Olé Guapa von Malando aus den Niederlanden.
In der Zeit des Nationalsozialismus wurde Tango in Deutschland – im Gegensatz etwa zum Jazz – weiter als etablierter Unterhaltungs- und Tanzmusik geduldet und gespielt. Da insbesondere die jüdischen Komponisten und Musiker nach 1933 keine Engagements mehr bekamen und viele ins Ausland flohen, traten mehr und mehr „arische“ Komponisten und Musiker an ihre Stelle wie Hans-Otto Borgmann, Erik Deneke, Franz Doelle, Emil Palm, Eric Plessow, Gerhard Winkler und andere. Während des Zweiten Weltkrieges wurden zahlreiche jüdische Musiker in Konzentrationslagern ermordet.
Mit dem Wiederkommen des Jazz und der anschließenden Entwicklung des Rock ’n’ Roll in den 1950er Jahren und der einhergehenden Ablösung der streicherbasierten Salonorchester durch Big-Bands und elektrisch verstärkter Gitarrenbands verlor schließlich der Tango in den 1950er Jahren an Bedeutung. Der Kriminal-Tango des schweizerischen Hazy-Osterwald-Sextetts von 1959 auf Grundlage einer älteren Tangokomposition des Italieners Piero Trombetta war schließlich noch ein humorvoller Rückblick.

## Charakteristik
Der Tango in Europa war von Beginn an als ein kommerziell zu nutzender Musik- und Tanzstil, wie Foxtrott, Shimmy, langsamer Walzer und andere Modetänze der Zeit entwickelt worden und hat daher meistens nicht die ursprüngliche Leidenschaftlichkeit wie der argentinische Tango. Auch die verwendeten Texte sind mehr durch (zum Teil konstruiert wirkenden) Sprachwitz als durch Emotionalität gekennzeichnet. Die Harmonik ist in der Regel einfach, wobei Wechsel zwischen Dur und Moll bei Refrain und Versen typisch sind. Der Rhythmus ist gleichmäßiger als im argentinischen Tango und entwickelte sich vom bei Isaac Albéniz (Tango in D 1890) und auch noch bei Eduard Künneke (Kindchen, du mußt nicht so schrecklich viel denken 1921) vorhandenen Habanera-Stil hin zu einem fast marschmäßigem, durch akzentuierte Viertel geprägten Charakter in den 1930er Jahren.
Bei der Instrumentierung spielte – im Unterschied zu Argentinien – das Bandoneon, obgleich in Deutschland erfunden, kaum eine Rolle, sondern die führende Stimme wurde von in der Regel von der Violine getragen, wie auch in einem Schlagertext von Friedrich Hollaender („Guck doch nicht immer nach dem Tangogeiger hin“) deutlich wird.

## Komponisten
- Ralph Benatzky (Es muß was Wunderbares sein, Und als der Herrgot Mai gemacht 1930)
- Lothar Brühne (Der Wind hat mir ein Lied erzählt, Von der Pußta will ich träumen 1938)
- Richard Czapek (Komm tan ma Herzerl tauschen 1950)
- Dol Dauber (Leila 1925)
- Erik Deneke (Schenk mir Dein Lächeln, Maria 1939)
- Paul Dessau (Man liebt nicht nur zur Sommerzeit 1932)
- Franz Doelle (Liebe ist ein Geheimnis 1934, Lieder die uns der Zigeuner spielt 1936)
- Nico Dostal (Florentinische Nächte 1940)
- Willy Engel-Berger (Sie sehen heute wieder reizend aus 1929, Stern von Rio 1940)
- Ralph Erwin (Ich küsse Ihre Hand, Madame 1928)
- Friedrich Hollaender (Eine kleine Sehnsucht, Marion Tango 1928, Guck doch nicht immer nach dem Tangogeiger hin 1929)
- Michael Jary (Roter Mohn 1938, Wenn du mich längst vergessen hast 1938, Leg eine Tangoplatte auf 1939, Spiel auf deiner Balaleika)
- Walter Jurmann (Ein spanischer Tango und ein Mädel wie Du 1930, Schade, daß Liebe ein Märchen ist 1931)
- Otto Köpping (Donna Vatra – Tango Serenade 1927)
- Eduard Künneke (Kindchen, du mußt nicht so schrecklich viel denken 1921, Zauberhaft 1940)
- Hans Lang (Tango der Nacht 1953)
- Will Meisel (Fräulein, Pardon 1928, Sei ein bißchen lieb zu mir 1935)
- Emil Palm (Regentropfen 1935)
- Eric Plessow alias P. Lesso-Valerio (Hallo, kleines Fräulein 1934, Weil ich dich verehre 1937)
- Fred Raymond (In einer kleinen Konditorei 1929, Am Rio Negro 1937)
- Willy Rosen (Wenn die Geranien blühn, Wenn Du einmal Dein Herz verschenkst, Darf ich um den nächsten Tango bitten 1930)
- Ludwig Schmidseder (Gitarren spielt auf 1930, Ein Lied der Balaleika 1935 Micaela 1938, Tango Marina 1938, Addio Venezia 1939, Ich dachte, Sie sind frei, Fräulein 1939, Ich träume von Liebe 1940, Erzähl mir keine Märchen 1942)
- Ralph Maria Siegel (Unter der roten Laterne von St. Pauli 1941)
- Robert Stolz (Ich will Deine Kameradin sein 1931)
- Kurt Weill (Tango Ballade 1928)
- Gerhard Winkler (Oh mia bella Napoli 1937, Capri-Fischer 1943, Mandolino 1950)

## Interpreten
- Sam Baskini und seine Tangokapelle (Du bist mein Stern, du bist mein Mond und meine Sonne, Oh, Donna Clara, Spiel den Tango der Sehnsucht 1929)
- Dajos Béla (Radio Tango 1925, Donna Vatra 1930)
- Julian Fuhs (Lieber kleiner Eintänzer 1930)
- Barnabás von Géczy (Tango Notturno, Tango Apasionado, Tango Victoria 1939)
- Paul Godwins Jazz-Symphoniker (Tango Ballade, Fräulein Pardon 1928, Du lieber Geiger, Zwei blaue Augen und ein Tango 1931, Spiel mir auf der Balaleika, Ilona 1932)
- Willi Kollo ("Tango-Willi") (Grüß, mir mein Hawaii, Warum hast du so Traurige Augen 1928, Manuela 1930, Nachts ging das Telefon 1935)
- Juan Llossas und sein original argentinisches Tango-Orchester (O Fräulein Grete 1929, Darf ich um den nächsten Tango bitten, Penny Serenade, Tango Bolero, Singen leis' die Geigen 1930, Einmal ist kein mal 1937, Casablanca 1948)
- Leo Monosson (Und ein bißchen Liebe, Du bist nicht die Erste 1930, Zwei rote Lippen und ein Tarragona 1930)
- Pola Negri (Tango notturno 1937)
- Walter Pörschmann
- Efim Schachmeister (Automaten-Tango, Das Blumenmädchen von Neapel 1931)
- Marek Weber (Sündig und süß 1928, Ich hab kein Heimatland 1933)